# Việt Nam cuộc chiến 10000 ngày
Việt Nam: Cuộc chiến mười nghìn ngày (tiếng Anh: Vietnam: The Ten Thousand Day War) là bộ phim tài liệu 13 tập về Chiến tranh Việt Nam, được sản xuất năm 1980 bởi đạo diễn Michael Maclear. Bộ phim này được phát sóng tại Canada trên kênh truyền hình CBC, tại Hoa Kỳ, và tại Anh trên Kênh 4 (Channel 4).
Maclear thăm Việt Nam trong quá trình sản xuất và đã truy cập được các tài liệu phim tại đó. Ông là nhà báo phương Tây đầu tiên được thăm các vùng chiến sự sau chiến tranh.
Toàn bộ bộ phim dài 13 tiếng, mỗi tập 1 tiếng. Phim đoạt giải của Hội giáo dục quốc gia Hoa Kỳ.
Kịch bản của phim do Peter Arnett, vốn là một phóng viên của Associated Press tại Việt Nam thời kỳ 1962 đến 1975.
Kênh truyền hình VTV1 của Việt Nam cũng có phát sóng bộ phim này vào năm 2005.